# Альберик I де Монморанси
Альберик (Обри) I де Монморанси (фр. Albéric (Aubry) Ier de Montmorency; ум. после 1060) — первый известный коннетабль Франции.

## Биографические сведения
Сын Бушара II де Монморанси, младший брат Бушара III де Монморанси.
Сеньориальные владения неизвестны. Был коннетаблем Франции в правление Генриха I. Упоминается в этой должности в хартии, выданной королём в 1060 приории Сен-Мартен-де-Шан. Сохранил ли свой пост при Филиппе I, неизвестно, так как в дошедших до нас документах 1060—1064 годов нет подписи коннетабля, а в 1065 эту должность занимал Бальдерик (Бодри) де Дрё, но предполагается, что последний был коннетаблем с начала нового правления.

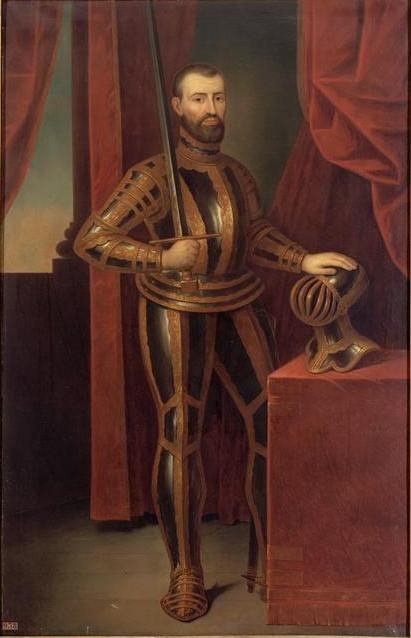
Альфонс Лаводан. Альберик де Монморанси, коннетабль Франции в 1060 (1834). Версаль (воображаемый портрет)

## Семья
Жена: N
- Ландри де Монморанси (ум. после 1083/1089)
- Арро де Монморанси (ум. после 1083/1089). Жена: Оделина